# Stigmella lucida
Stigmella lucida là một loài bướm đêm thuộc họ Nepticulidae. Nó được tìm thấy ở New Zealand.
Chiều dài cánh trước khoảng 3 mm. Con trưởng thành bay vào tháng 1 và từ tháng 9 đến tháng 12. There are one or two generations per year.
Ấu trùng ăn Nothofagus menziesii. Chúng ăn lá nơi chúng làm tổ.